# Rampart Terrace
Die Rampart Terrace ist eine verhältnismäßig ebenerdige, vereiste, 8 km lange und 2250 m hohe Hochebene im ostantarktischen Viktorialand. In der Royal Society Range liegt sie am südzentralen Teil des Rampart Ridge. Die steil abfallende Südflanke ragt zwischen 200 und 300 m hoch aus den Eismassen des Rutgers-Gletschers.
Das Advisory Committee on Antarctic Names benannte die Hochebene 1994 in Anlehnung an die deskriptive Benennung des benachbarten gleichnamigen Gebirgskamms. 